# Eurhynchium schleicheri
Eurhynchium schleicheri là một loài Rêu trong họ Brachytheciaceae. Loài này được (R. Hedw.) Milde mô tả khoa học đầu tiên năm 1869.